# Мадмоазел Капитейн
„Мадмоазел Капитейн“ (на английски: Mlle. Capitaine) е американски късометражен ням филм от 1894 година на режисьора Уилям Кенеди Диксън с участието на Алсиеде Капитейн, заснет в лабораториите на Томас Едисън в Ню Джърси. Кадри от филма не са достигнали до наши дни и той се смята за изгубен.

## В ролите
- Алсиеде Капитейн[2]